# Konrad Schauenburg
Konrad Schauenburg (* 16. April 1921 in Heidelberg; † 14. März 2011 in Kiel) war ein deutscher Klassischer Archäologe. Schauenburg gilt als bedeutender Vasenforscher der Klassischen Archäologie.

Der Sohn eines Rechtsanwalts studierte 1939 für ein Semester am Archäologischen Institut an der Universität Heidelberg. 1940 wurde er zum Wehrdienst eingezogen. Im Krieg wurde er verwundet und geriet in amerikanische Gefangenschaft, aus der er im September 1945 entlassen wurde. Im Wintersemester 1945/1946 setzte er das Studium in Heidelberg bei Reinhard Herbig, Otto Regenbogen und Hans Schaefer fort. 1951 wurde Schauenburg bei Herbig über den Sonnengott Helios promoviert. Mit dem Reisestipendium des Deutschen Archäologischen Instituts bereiste er den nördlichen Mittelmeerraum. 1953 wurde er zunächst vertretungsweise Assistent bei Ernst Homann-Wedeking an der Universität Frankfurt, 1954 dann bei Ernst Langlotz in Bonn. Am 23. Juli 1958 erfolgte dort seine Habilitation über Perseus und die Ernennung zum Privatdozenten. Es folgte ein dreijähriges Forschungsstipendium der Deutschen Forschungsgemeinschaft. 1960 wurde er an die Universität Hamburg umhabilitiert, wo er 1964 zum außerplanmäßigen Professor ernannt wurde. Von 1969 bis zu seiner Emeritierung 1989 war Schauenburg ordentlicher Professor für Klassische Archäologie an der Universität Kiel, womit die Direktion der Antikensammlung der Universität Kiel in der Kunsthalle zu Kiel verbunden war.
In Kiel verschaffte ihm der Ausbau der Antikensammlung großes Ansehen in der Öffentlichkeit. Es gelang ihm, den Bereich der unteritalischen griechischen Vasenmalerei zu einer der führenden Sammlungen in Deutschland auszubauen. Durch seine Kontakte zu Kunsthändlern konnte er die Sammlung um etwa 150 bedeutende Objekte griechischer Keramik vergrößern. Im Herbst 2022 sah sich das Land Schleswig-Holstein allerdings veranlasst, vier der unter Schauenburg angeschafften Objekte an die Republik Italien zu restituieren, da sie nachweislich aus Raubgrabungen stammten. Die endgültige Rückgabe erfolgte ein Jahr später.
Seine Hauptforschungsgebiete waren die Vasenmalerei, die Mythologie und die römische Sepulkralkunst. Von besonderer Bedeutung sind dabei die Beiträge zur unteritalischen Vasenmalerei. Schauenburg nutzte seine Beziehungen zum Kunsthandel und zu privaten Sammlern, um immer wieder Antiken ohne klare Provenienz zu veröffentlichen. Daher beschloss das Deutsche Archäologische Institut im Jahr 1995, in seinen Organen keine entsprechenden Beiträge Schauenburgs mehr zu akzeptieren. Dieser wich in der Folge auf seine eigene Publikationsreihe Studien zur unteritalischen Vasenmalerei aus. 1999 erschien der erste Teil der Reihe und 2010 mit dem vierzehnten Band deren letzter.
Schauenburg war von 1969 bis 1990 Mitglied der Zentraldirektion des Deutschen Archäologischen Instituts. Die Società Dante Alighieri ernannte ihn zum Ehrenpräsidenten. Seit 1965 war er mit der Klassischen Archäologin Brigitte Freyer-Schauenburg verheiratet. Zu seinen Schülern zählen Detlev Kreikenbom und Thomas Mannack.

## Schriften
- Corpus Vasorum Antiquorum Deutschland, Faszikel 10. Heidelberg, Faszikel 1. Beck, München 1954.
- Helios. Archäologisch-mythologische Studien über den antiken Sonnengott Mann, Berlin 1955 (zugleich: Heidelberg, Univertation, Dissertation, 1951).
- Perseus in der Kunst des Altertums (= Antiquitas. Reihe 3. Band 1). Habelt, Bonn 1960 (zugleich teilweise: Bonn, Universität, Habilitationsschrift 1957/58).
- Studien zur unteritalischen Vasenmalerei, 1–14. Ludwig, Kiel 1999–2010.